# رالف ميمز
رالف ميمز (بالإنجليزية: Ralph Mims)‏ مواليد 26 نوفمبر 1985 في بينساكولا، هو لاعب كرة سلة أمريكي. بدأ مسيرته الاحترافية في سنة 2008. يبلغ طوله 6 قدم 2 بوصة (1.9 م). لعب مع نانسي باسكت في الدوري الفرنسي لكرة السلة الدرجة الأولى.

## روابط خارجية
- رالف ميمز على موقع كرة السلة الأوروبية.كوم (الإنجليزية)
- رالف ميمز على موقع كلية كرة السلة في سبورتس رفرنس.كوم (الإنجليزية)
- رالف ميمز على موقع ريلجم (الإنجليزية)
- رالف ميمز على موقع بروبوليرز (الإنجليزية)